# 彩虹小馬：友情就是魔法—噩夢騎士
《彩虹小馬：友情就是魔法－噩夢騎士》（英語：My Little Pony: Nightmare Knights）是美國是孩之寶動畫《彩虹小馬：友情就是魔法》的一部外傳漫畫，劇情由傑里米·懷特里創作，托尼·弗萊爾斯作畫，於2018年10月開始連載，預計共5冊，目前已出版至第3冊。

## 簡介
为了打败镜中世界的反派厄里斯公主（Princess Eris），月亮公主（Princess Luna）和冥影（Stygian）回到小马国，和卡柏（Capper）、幻影（Tempest Shadow）與崔西（Trixie）召集了一支由前反派組成的英雄队伍，並取名為『噩夢騎士』（Nightmare Knights）。本系列即圍繞著『噩夢騎士』與厄里斯公主在異世界中的戰鬥。